# Vuohisaari (ö i Päijänne-Tavastland, Lahtis, lat 61,68, long 25,93)
Vuohisaari är en ö i Finland. Den ligger i sjön Rautavesi och i kommunen Gustav Adolfs i den ekonomiska regionen  Lahtis ekonomiska region  och landskapet Päijänne-Tavastland, i den södra delen av landet, 180 km norr om huvudstaden Helsingfors. Öns area är 4,6 hektar och dess största längd är 400 meter i nord-sydlig riktning.